# Arracacia
Arracacia är ett släkte i familjen flockblommiga växter. Dess arter växer i Central- och Sydamerika, från Mexiko till Bolivia. Arracacia xanthorrhiza är en viktig rotfrukt.

## Arter
Släktet har ett fyrtiotal accepterade arter:
- Arracacia aegopodioides
- Arracacia annulata
- Arracacia anomala
- Arracacia atropurpurea
- Arracacia bracteata
- Arracacia brandegeei
- Arracacia chiapensis
- Arracacia colombiana
- Arracacia compacta
- Arracacia donnell-smithii
- Arracacia ebracteata
- Arracacia elata
- Arracacia equatorialis
- Arracacia filipes
- Arracacia fruticosa
- Arracacia hemsleyana
- Arracacia hintonii
- Arracacia incisa
- Arracacia longipedunculata
- Arracacia macvaughii
- Arracacia meyeri
- Arracacia molseedii
- Arracacia montana
- Arracacia moschata
- Arracacia nelsonii
- Arracacia ovata
- Arracacia papillosa
- Arracacia peruviana
- Arracacia pringlei
- Arracacia pubescens
- Arracacia purpusii
- Arracacia quadrifida
- Arracacia ravenii
- Arracacia rigida
- Arracacia schiedei
- Arracacia schneideri
- Arracacia tapalpae
- Arracacia ternata
- Arracacia tillettii
- Arracacia tolucensis
- Arracacia trifida
- Arracacia xanthorrhiza